# Hồ Vinh Hoa
Hồ Vinh Hoa (giản thể: 胡荣华, bính âm: Hú Róng Huá), sinh 14 tháng 11 năm 1945 tại Thượng Hải, là một kỳ thủ huyền thoại của làng cờ tướng sống tại Trung Quốc. Ông đã 14 lần vô địch cờ tướng toàn Trung Quốc.

## Thành tích
- Năm 1959 (14 tuổi) Hồ Vinh Hoa đã tham gia tập luyện tại đội tuyển cờ tướng người lớn của Thượng Hải.
- Đầu năm 1960 ông tham dự giải vô địch cờ tướng cá nhân toàn Trung Quốc và giành chức vô địch khi chỉ mới 15 tuổi. Từ năm 1960 đó đến năm 1979 Hồ Vinh Hoa giành chức vô địch cờ tướng toàn Trung Quốc mười lần liên tục, được gọi là thập liên bá (十连霸).[2]
- Vào các năm 1983, 1985, 1997 và 2000 ông tiếp tục giành chức vô địch cờ tướng cá nhân toàn Trung Quốc thêm bốn lần nữa. Ông lập kỷ lục nhà vô địch ít tuổi nhất (15 tuổi) và nhà vô địch nhiều tuổi nhất (55 tuổi).[2]
- Trong thập kỷ 80 Hồ Vinh Hoa giành năm chức vô địch giải Ngũ dương bôi.
- Trong năm 1988 ông giành danh hiệu Kỳ vương đầu tiên.
- Ông giành chức vô địch đồng đội toàn Trung Quốc các năm 1960, 1979, 1986, 1991, 1994 cùng đội tuyển Thượng Hải
- Năm 1982 ông được phong Đặc cấp đại sư (cờ tướng Trung Quốc). Năm 1988 ông được phong Đặc cấp quốc tế đại sư. Trong hai năm 1982, 1991 ông được thưởng huân chương thể thao danh dự của Ủy ban TDTT Trung Quốc.

## Phong cách chơi cờ
- Giỏi chơi cờ mù (không nhìn bàn). Trong thời kỳ Cách mạng văn hóa ở Trung Quốc, cờ tướng bị cấm chơi, nên Hồ Vinh Hoa đã tự luyện tập chủ yếu bằng phương pháp chơi cờ mù này.
- Giỏi sáng tạo các biến, thay đổi đấu pháp khi chơi với các đấu thủ khác nhau.
- Sở trường khai cục Phi Tượng, Phản cung Mã, Trung pháo hoành xa thất lộ mã và Thuận Pháo[2]. Trung cục thường đưa về các tình huống đối công căng thẳng để tranh thắng.
- Có khả năng nghiên cứu và khám phá các biến mới trong những khai cục cũ, ít ai dám chơi. Điển hình là cuốn sách Phản cung Mã chuyên tập đã xuất bản tại Singapore năm 1983.
- Đi trước thường khai cục bằng Phi Tượng, đi sau thường khai cục bằng Phản cung Mã, với rất nhiều biến mới tự nghiên cứu.

## Sách cờ
- Phản cung mã chuyên tập (反宫马专集)
- Hồ Vinh Hoa bình luận các ván cờ của mình (胡荣华象棋自战解说谱)
- Hồ Vinh Hoa Phi Tượng cục (胡荣华飞相百局)
- Hồ Vinh Hoa đối cục tuyển (胡荣华对局集), viết chung với Từ Thiên Lợi.

## Chức danh
- Chủ tịch viện cờ tướng Thượng Hải
- Phó Chủ tịch Hiệp hội cờ tướng Trung Quốc
- Phó Chủ tịch Hiệp hội cờ tướng châu Á